# Mariano Ponce

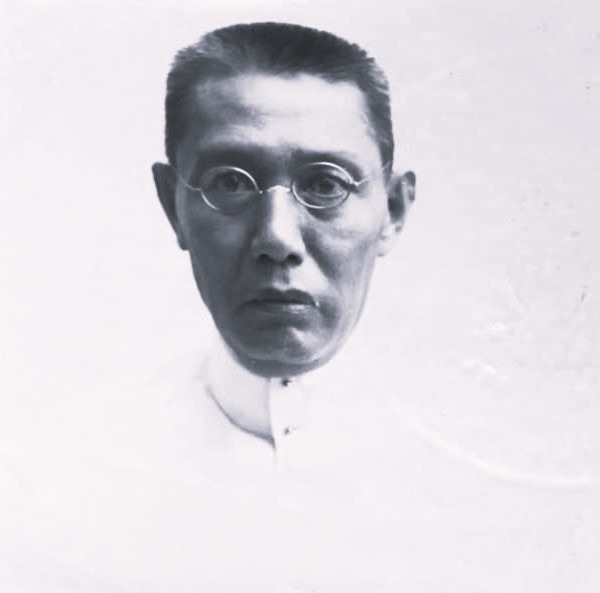
Mariano Ponce

Mariano Ponce (Baliuag, 23 maart 1863 - Hongkong, 23 mei 1918) was een Filipijns journalist en politicus. Hij leidde samen met Jose Rizal en Marcelo del Pilar de Propaganda Movement.

## Biografie
Mariano Ponce werd geboren op 23 maart 1863 in Baliuag in de Filipijnse provincie Bulacan. Hij was de oudste van zeven kinderen van Mariano Ponce en Maria Collantes de los Santos. Ponce behaalde in 1885 een Bachelor of Arts-diploma aan het Colegio de San Juan de Letran. Aansluitend begon hij aan een studie medicijnen aan de University of Santo Tomas. In 1887 vertrok Ponce naar Spanje, waar hij in 1889 zijn studie medicijnen voltooide aan de Complutense Universiteit van Madrid.
Terwijl hij in Europa was maakte hij zich samen met andere illustrados als Jose Rizal, Marcelo del Pilar en Lopez Jaena sterk voor hervormingen in de Filipijnse kolonie. In 1889 was hij samen met Jaena oprichter van La Solidaridad, de spreekbuis van de Propaganda Movement. Tevens werd Ponce gekozen tot secretaris van de Propaganda Movement. Hij schreef ook veel artikelen in La Solidaridad en andere bladen. Zo werkte hij mee aan de Filipino Celebres, een reeks biografieën over prominente figuren uit de geschiedenis van de Filipijnen. Later schreef hij artikelen voor Efemerides Filipinas, een reeks over historische gebeurtenissen uit de Filipijnse geschiedenis. Deze reeks in samenwerking met Jaime de Veyra verscheen in El Ideal.
Na de uitbraak van de Filipijnse revolutie in 1896 werd Ponce gearresteerd en twee dagen gevangen gehouden in Barcelona op verdenking van betrokkenheid bij de opstand. Na zijn vrijlating vertrok hij naar Frankrijk om te voorkomen dat hij opnieuw opgepakt zou worden. Vandaar uit reisde Ponce naar Hongkong. Daar werd hij benoemd tot secretaris van de Revolutionaire Raad. In 1898 werd hij door Emilio Aguinaldo aangesteld als ambassadeur van de Eerste Filipijnse Republiek in Japan.
Ponce reisde naar Japan en slaagde er na enige tijd in om hulp te krijgen voor de revolutie in zijn vaderland. Het schip met wapens dat Japan stuurde verging echter op 21 juli 1899 voor de kust van Formosa tijdens een tyfoon. Na zijn missie in Japan reisde Ponce door naar andere Zuidoost-Aziatische steden. Pas in 1907 keerde hij met zijn vrouw terug in de Filipijnen. Daar hadden inmiddels de Amerikanen de macht overgenomen van de Spanjaarden. In februari 1909 werd hij benoemd tot directeur van de El Renacimiento. Ook was hij een van de oprichters van El Ideal, het blad van de Nacionalista Party. In 1909 werd hij namens het 2e kiesdistrict van Bulacan gekozen als lid van het Filipijns Huis van Afgevaardigden. In zijn termijn, die duurde van 1910 tot 1912, was hij onder meer lid van de Commissie voor bibliotheken. Nadien schreef hij nog zijn memoires en een biografie over vriend Sun Yat-sen.
Ponce overleed in 1918 op 55-jarige leeftijd in het Civil Hospital in Hongkong, terwijl hij onderweg was naar China voor een bezoek aan Sun Yat-sen. Hij werd later begraven op Manila North Cemetery. Ponce was getrouwd met de Japanse Okiyo Udanwara.